# Fernando de Portugal (1402-1443)
Fernando de Portugal, llamado el Príncipe Santo (portugués: Fernando, o Infante Santo) (Santarém, 29 de septiembre de 1402 - Fez, Marruecos, 5 de junio de 1443). Infante de Portugal y octavo hijo de Juan I el de Buena Memoria y de la princesa inglesa Felipa de Lancaster.La Iglesia católica conmemora su festividad como beato el 5 de junio.
En 1437, durante el reinado de su hermano Eduardo I, Fernando y su otro hermano Enrique el Navegante, persuadieron a Eduardo para que lanzara un ataque en Marruecos para conseguir una base mejor con vistas a las futuras expediciones africanas. La expedición no contó con un apoyo unánime ya que algunos nobles se mostraron en contra. El ataque a Tánger fue un fracaso y Fernando y su comitiva fueron dejados como rehenes a cambio de una hipotética rendición de Ceuta que jamás se produjo, muriendo en la prisión de Fez.
En 1470 se iniciaron los trámites de beatificación por la iglesia católica, siendo Papa Paulo II, a instancias de su hermana Isabel de Portugal, Duquesa de Borgoña. Las muerte de Isabel y el papa alrededor de 1471 ocasionaron que no continuara la causa de beatificación.
Su peripecia se convirtió dos siglos más tarde en el argumento de una de las obras más destacadas del dramaturgo español Pedro Calderón de la Barca: El príncipe constante.